# Иванич-Град
Иванич-Град (хорв. Ivanić-Grad) — город в Хорватии, административно входит в Загребскую жупанию. Население — 14723 человек, 95 % из которых хорваты. Через город протекает река Лонья. В городе находится известный спа-курорт Нафталан.

## История
Впервые упоминается в 1246 году.
Расположенный примерно в 30 км к востоку от Загреба, Иванич-Град был одним из бастионов на границе между Хорватией и Османской империей, который не был нарушен на протяжении столетий турецкой экспансии на запад. К концу девятнадцатого века османская экспансия уже была неактуальна, большую озабоченность для хорватов представляло венгерское господство. Настойчивые попытки венгерских властей навязать свой язык в гражданской сфере встречали сильное сопротивление со стороны жителей Иванич-Града.

## Известные уроженцы, жители
- Петар Ацингер (1893, Иванич-Град — 1950, Загреб) — хорватский издатель.